# Pascual Pérez
Pascual Pérez (Tupungato, Mendoza, Argentina; 4 de mayo de 1926-Buenos Aires, Argentina; 22 de enero de 1977) fue un boxeador argentino de peso mosca. 
Ganador de la medalla de oro en los Juegos Olímpicos de Londres 1948 y campeón mundial (1954-1960), único argentino en alcanzar ambos logros. Como amateur peleó 125 combates. Se hizo profesional en 1952, librando 92 combates (84 victorias, 7 derrotas y 1 empate), en los cuales ganó 57 peleas por nocaut, récord que lo ubica en un selecto grupo de boxeadores que han obtenido más de 50 nocauts. Realizó nueve defensas exitosas del título mundial. En total obtuvo 18 títulos.
Está considerado como uno de los tres más grandes boxeadores de la historia del peso mosca, junto a Miguel Canto y Jimmy Wilde. Con Carlos Monzón, está considerado como el mejor boxeador de la historia del boxeo argentino. Ha sido incluido en el Salón Internacional de la Fama del Boxeo en 1995. En 2004, la Confederación Sudamericana de Boxeo lo declaró de oficio campeón sudamericano.

## Biografía
Pascual Pérez nació en el seno de una familia de trabajadores viñateros en el valle de Uco, Departamento de Tupungato, de la provincia de Mendoza, donde era el menor de nueve hermanos. Trabajó como labrador para el grupo familiar desde muy niño. En 1942, a los 16 años se inició en el boxeo, en el Deportivo Rodeo de la Cruz, dirigido por Felipe Segura, mostrando desde un primer momento una gran habilidad y un fortísimo golpe, inusual en boxeadores de pesos livianos. Aunque era zurdo asumía con naturalidad la posición de un diestro; su altura, que alcanzó 1,52 m ya de adulto, lo hacía más pequeño que el resto de sus contrincantes en la categoría mosca. Segura recuerda su primera impresión del siguiente modo:

Sabía resolver situaciones sobre la marcha sin esperar la terminación de un round para que le indicaran en el rincón cómo resolver el problema. Si la estrategia fallaba él, entre golpe y golpe, concebía otra.

Debutó como amateur en enero de 1944 y como tal disputaría 125 combates ganando 16 campeonatos, incluyendo la medalla de oro en los Juegos Olímpicos de Londres 1948. El primer torneo que ganó fue el Campeonato Mendocino de Novicios, en marzo de 1944, apenas dos meses después de su debut.
Ese mismo año, la Federación Mendocina de Boxeo, debió pagarle a su padre el dinero necesario para contratar a un peón rural que pudiera reemplazar a Pérez en la viña, como condición para otorgar la autorización legal exigida por las normas sobre patria potestad. Sus padres mantuvieron una actitud reticente ante la afición de Pérez por el boxeo, y éste llegó a inscribirse con el nombre de Pablo Pérez para no ser descubierto.
En 1946 y 1947, Pascual Pérez ganó los campeonatos mendocino, argentino y latinoamericano, y en 1948 triunfó en el torneo de selección de la representación olímpica argentina, que se caracterizaba por obtener medallas en todos los Juego Olímpicos, habiendo obtenido 15 medallas en los Juegos de 1924, 1928, 1932 y 1936, cinco de ellas de oro.

## Medalla de oro olímpica en Londres (1948)

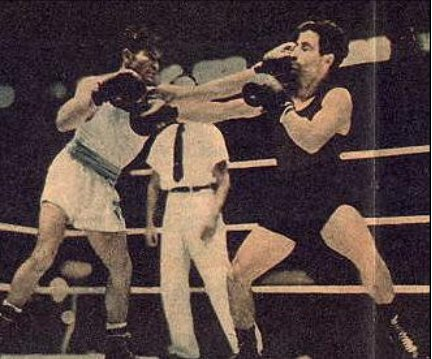
Pascual Pérez (pantalón blanco) vence a Spartaco Bandinelli, en la final por la medalla de oro, en los Juegos Olímpicos de Londres 1948.

En los Juegos Olímpicos de Londres 1948, Pascual Pérez (22 años) ganó la décima medalla de oro para el olimpismo argentino (en los mismos Juegos, la Argentina obtendría dos más) y la sexta del boxeo argentino (ese mismo día ganaría otra Rafael Iglesias). Pérez no había combatido nunca fuera de Sudamérica y aunque sus antecedentes eran respetados, el favorito para ganar la medalla de oro en el peso mosca era el español Luis Martínez Zapata, campeón europeo.
Pérez enfrentó en combate inicial (1/16 de final) al filipino Ricardo Adolfo, venciéndolo por RSC (detención del combate por el referí) en el segundo asalto. En octavos de final enfrentó al sudafricano Desmond Williams, a quien también venció por RSC, en el tercer asalto. En cuartos de final venció por puntos al belga Alex Bollaert y en semifinales al checo František Majdloch.
En la final, Pérez debió enfrentar al italiano Spartaco Bandinelli (28 años), quien había dado la sorpresa al vencer en cuartos de final al favorito Martínez Zapata. Ya en el primer asalto, Pérez impuso su estilo agresivo, conteniendo la ofensiva inicial del italiano, para hacerlo retroceder con una sucesión de golpes, entre ellos una fuerte derecha recta que lo sentó sobre la segunda cuerda en el instante en que finalizaba la vuelta. El segundo asalto fue muy intenso, mostrando a Bandinelli en franco plan de recuperar puntos y a Pérez respondiendo golpe por golpe, utilizando su mayor movilidad para sumar puntos con su golpe de derecha, aprovechando la tendencia del italiano a usar el guante abierto. En el tercer asalto Pérez se mostró ofensivo desde el inicio «con una sucesión de directos de izquierda y derecha que llegaron a la cara de Bandinelli»; luego, el argentino detuvo el contraataque del italiano con un uppercup para terminar los contendientes en el centro del ring intercambiando golpes.
Félix Frascara, enviado de la revista El Gráfico concluyó del siguiente modo su cobertura de la participación de Pascual Pérez en Londres 1948:

Pascual Pérez ha ido escalando peldaño a peldaño este camino hacia la fama: mendocino, fue primero campeón de su ciudad, de su provincia luego; más tarde y en breve lapso campeón argentino, rioplatense y latinoamericano, todo en peso mosca. Su rotunda eficacia finca principalmente en el notable sentido de tiempo y distancia, sincronizados a la perfección. Luego, es agresivo, de pegada sumamente fuerte en proporción a su peso; y desarrolla todos sus recursos en plena velocidad, sin perder la línea. Podríamos afirmar que ha sido el mejor boxeador del equipo argentino y uno de los mejores estilistas del torneo.

Como hecho curioso, Pascual Pérez fue descalificado al momento del registro de los deportistas, cuando el peso gallo Arnoldo Parés (hasta 54 k) procedió a inscribirse. Los organizadores confundieron los apellidos de ambos boxeadores y le atribuyeron el peso de Parés a Pérez, causando su descalificación por exceder el tope del peso mosca (51 kilos). Luego de aclarada la confusión, la descalificación fue dejada sin efecto.
Pérez fue recibido como un héroe en Mendoza, donde el parlamento provincial le obsequió una casa y le brindó un empleo. Notablemente, en el torneo realizado para seleccionar a los boxeadores argentinos para los Juegos Olímpicos de Helsinki 1952, Pérez perdió en una discutida decisión de los jurados, con Francisco Calvagno, quedando eliminado. El representante argentino fue entonces Alberto Barenghi, quien fue eliminado en el primer combate. La eliminación decidió a Pérez a ingresar al profesionalismo, y dos años después se convirtió en el primer campeón mundial de boxeo de la Argentina, y uno de los más importantes de la historia. Su última pelea amateur fue el 14 de noviembre de 1952, en el Club social y deportivo Franja de Oro ganándole por puntos en cinco asaltos a Pablo Rapretti.

## Carrera profesional

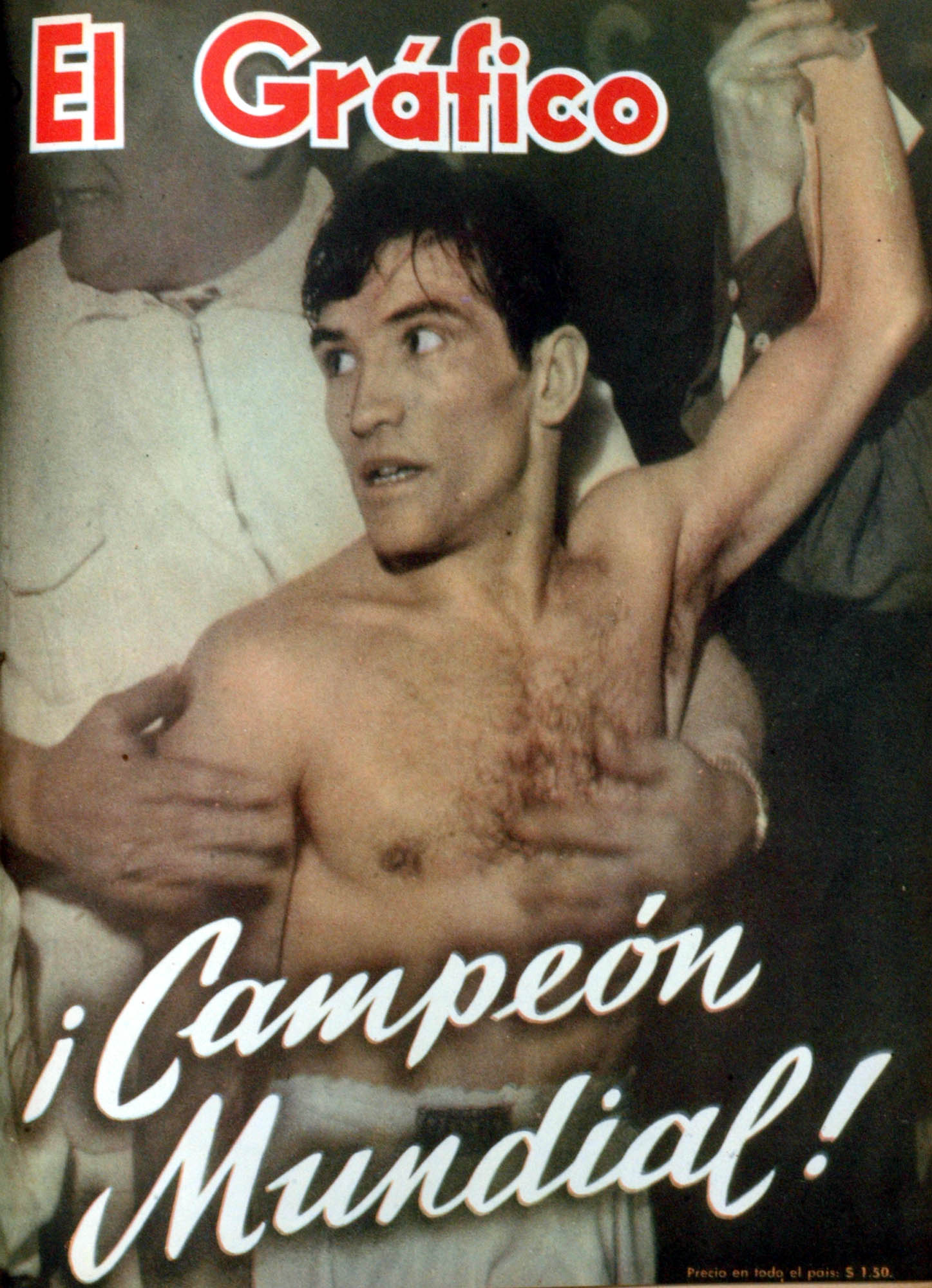
Pascual Pérez (Campeón mundial) en 1954.

Pérez realizó su carrera profesional dirigido por Lázaro Koci, quien también era mánager de José María el Mono Gatica, y quien reorganizó el boxeo profesional en la Argentina.
Su primera pelea fue en la ciudad de Gerli (Gran Buenos Aires) contra el chileno José Chiorino, que abandonó en el cuarto asalto. Sus primeros 18 encuentros los ganó todos por nocaut, con un promedio de 3 asaltos por cada uno. Recién en su 19.º combate pudo su contrincante, Juan Bishop, resistir de pie toda la pelea.
El 11 de noviembre de 1953, en el Luna Park, se coronó campeón argentino de peso mosca, que se encontraba vacante, al vencer por nocaut técnico en el cuarto asalto a Marcelo Quiroga.
Pascualito ganaba casi todas sus peleas antes del tiempo reglamentario, algo completamente inusual entre pesos mosca, y en poco tiempo no tenía rivales en América Latina. «No sólo boxeaba como los dioses sino también pegaba como una 'mula'», lo describió una revista deportiva de la época,
El embajador argentino en Japón, Carlos Quiróz, por indicación del entonces presidente Juan D. Perón, hizo entonces gestiones para arreglar un combate en Buenos Aires contra el campeón mundial, el japonés Yoshio Shirai, sin que estuviera en juego el título. La pelea se hizo a diez asaltos en el Luna Park el 24 de julio de 1954, con presencia del presidente Perón, sentado en el ring side. El combate terminó empatado y resultó un acontecimiento extraordinario en el país, pues por primera vez un boxeador profesional argentino no era vencido por un campeón mundial. El empate obligó a Yoshío Shirai, como era norma en casi todo el boxeo mundial por entonces, a concederle la revancha al boxeador argentino esta vez en una pelea con el título en juego.

### Título mundial de peso mosca

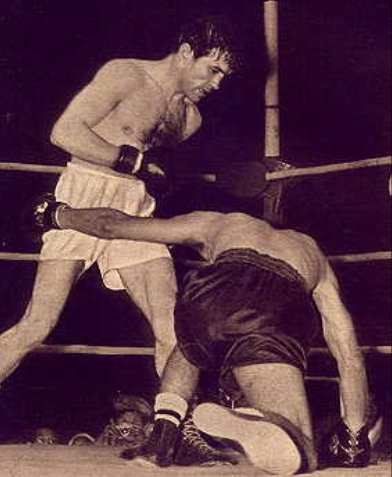
26 de noviembre de 1954: Pascual Pérez derriba al campeón mundial Yoshio Shirai, en la pelea que lo haría campeón mundial mosca. Era el primer argentino que obtenía un campeonato mundial de boxeo.

Cuatro meses después de empatar en Buenos Aires, Pascual Pérez y Yoshio Shirai se enfrentaban por el título mundial en el Estadio Korakuen de Tokio, el 26 de noviembre de 1954, a 15 asaltos, como era norma en las peleas por títulos mundiales en aquel entonces. El argentino venció al japonés por puntos con amplitud, en decisión unánime, luego de haberlo derribado en el segundo asalto y nuevamente en el 12.º, en el que el campeón se retiró a su rincón casi grogui. En el asalto 13, Pérez volvió a castigar duramente a Shirai, que estuvo al borde del nocaut. Al finalizar la pelea, el puntaje reflejó por unanimidad una amplia diferencia a favor del argentino: el árbitro Jack Sullivan le dio 146-139, el juez Bill Pacheco, 143-139, y el juez Kuniharu Hayashi, 146-143. Pascualito se constituyó así en el boxeador más pequeño en ganar un título mosca.
El triunfo de Pascual Pérez tuvo un enorme impacto en la Argentina, aunque él personalmente no tuvo un carisma especial que le permitiera volverse un ídolo popular, como había sido Justo Suárez, en el pasado, o lo sería Carlos Monzón, en el futuro. Se trataba del primer campeón mundial de boxeo, una de las tres disciplinas esenciales del deporte argentino, junto al fútbol y el automovilismo. Por otra parte, Pascual Pérez, simpatizante radical, dedicó el triunfo al presidente Perón, en burla, desde el mismo ring y a través de la radio, cerrando su dedicatoria con la frase: «¡cumplí, mi General!». El propio Perón fue a recibirlo al aeropuerto de Ezeiza cuando el boxeador volvió de Japón luego de la victoria.

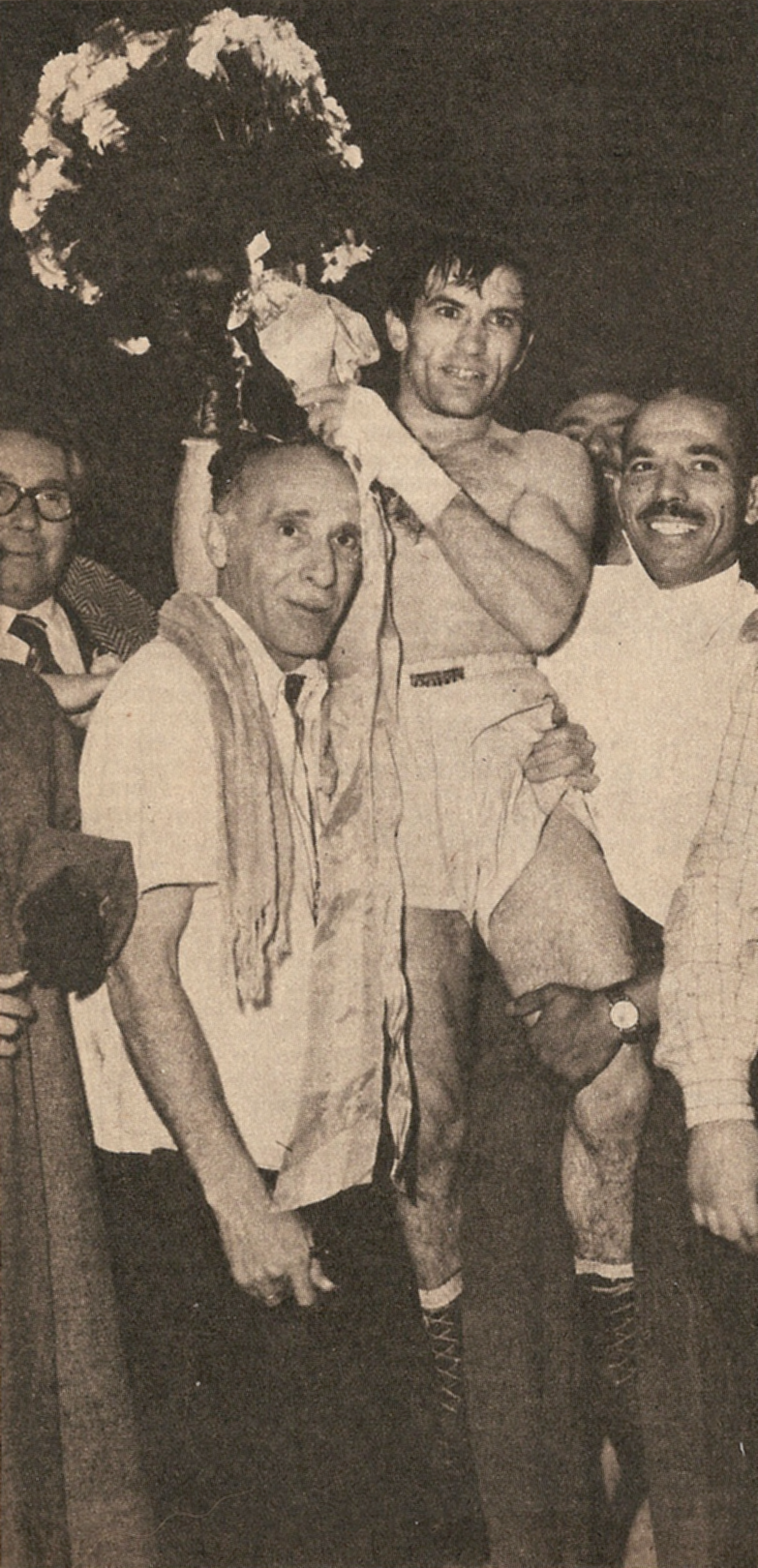
Pascual Pérez en andas luego de obtener el título mundial. A la izquierda Felipe Segura, su entrenador.

Pérez y Shirai volvieron a enfrentarse el 30 de mayo de 1955, en la primera defensa del título y nuevamente en Tokio, venciendo esta vez el argentino por nocaut en el quinto asalto, cuando ya tenía una amplia ventaja en las tarjetas.
En los siguientes seis años Pérez realizó 30 combates, pero solo ocho de ellos fueron defensas del título y uno, un intento por reconquistarlo.
- Vs. Leo Espinosa: el 11 de enero de 1956 en el Luna Park de Buenos Aires, defendió la corona ante el filipino y campeón gallo del Asia Pacífico (OPBF), Leo Espinosa, venciéndolo por puntos en fallo unánime.[16] Fue la primera pelea por un título mundial realizada en la Argentina.

- Vs. Óscar Suárez: el 30 de junio de 1956 en Montevideo, peleó contra el campeón cubano Óscar Suárez, quien llegó a derribarlo, pero que terminó perdiendo producto a una hemorragia provocada por un fuerte golpe en la cabeza, no pudiendo detener el sangramiento la esquina del cubano, el árbitro detuvo el combate en el 11.° asalto, fue el cubano el único que tenía condiciones para arrebatarle el título de campeón mundial.[16]

- Vs. Dai Dower: el 30 de marzo de 1957 en el Club Atlético San Lorenzo de Almagro de Buenos Aires, peleó contra el británico Dai Dower, campeón de Europa y del Commonwealth británico, venciéndolo por nocaut en el 1.º asalto.[16]

- Vs. Young Martin: el 7 de diciembre de 1957 en el Estadio del Club Atlético Boca Juniors, Alberto J. Armando (la Bombonera) de Buenos Aires, peleó contra el español Young Martin, campeón de Europa, venciéndolo por nocaut en el 3.º asalto.[16]

- Vs. Ramón Arias: el 19 de abril de 1958 en el Nuevo Circo de Caracas, peleó contra Ramón Arias, campeón venezolano, venciéndolo por puntos.[16]

- Vs. Dommy Ursua: el 15 de diciembre de 1958 en el Rizal Memorial Coliseum de Manila, peleó contra el filipino Dommy Ursua, campeón del Asia Pacífico (OPBF), venciéndolo por puntos.[16]

El 16 de enero de 1959 en Tokio (Japón), Pascual Pérez perdió su primera pelea en el profesionalismo, contra el japonés Sadao Yaoita, campeón del Asia Pacífico (OPBF), en un combate en el que no estaba en juego el título mundial. Hasta ese momento, en ocho años de carrera profesional, Pérez llevaba un récord invicto, con 51 combates ganados, de ellos 37 por nocaut y un empate. Pérez le concedió entonces a Yaoita una oportunidad por el título, que se concretó el 5 de noviembre de ese año, ganando el argentino por nocaut en una durísima pelea. Para entonces Pérez contaba con 33 años y la edad comenzaba a pesar.
- Vs. Kenji Yonekura: el 10 de agosto de 1959 en el Metropolitan Gym de Tokio, peleó contra el japonés Kenji Yonekura, campeón del Asia Pacífico (OPBF), venciéndolo por puntos en fallo unánime. Las tarjetas fueron las siguientes: el árbitro Horacio Álvarez dio 137-150; el juez Anthony Petronella, 139-145; el juez Koshiro Abe, 140-146.[16]

- Vs. Sadao Yaoita: el 5 de noviembre de 1959 en Ogimachi Pool, Osaka (Japón), se enfrentó contra el japonés Sadao Yaoita en la comprometida pelea, venciéndolo por nocaut en el 13.º asalto. El combate fue muy duro y Yaoita derribó a Pérez en el segundo asalto. El argentino, pese a todo sacó un poco de ventaja en las tarjetas, y en el asalto 13.º lo derribó dos veces, ganando por nocaut a los 55 segundos. Hasta ese momento las tarjetas fueron las siguientes: el árbitro Juan Notari daba 118-112; el juez Nat Fleischer, 115-113; el juez Kuniharu Hayashi veía un empate 117-117.[16]

- Vs. Pone Kingpetch: el 16 de abril de 1960 en el Estadio Lumpinee de Bangkok, (Tailandia), peleó contra el tailandés Pone Kingpetch (24 años), campeón del Asia Pacífico (OPBF), quien lo venció por puntos en una decisión dividida. Al revés de Pérez, Kingpetch era un peso mosca gigante, con 1,70 metros de altura (diferencia de 18 cm), ventaja que terminó siendo decisiva en contra del argentino.[5] La pelea siguió en un comienzo el plan de enfrentamiento duro «golpe a golpe» que propuso Pérez, tal como era su estilo, alternándose ambos boxeadores en el dominio. El poder del argentino, sin embargo, hizo su efecto promediando el encuentro, cuando le abrió una profunda herida al tailandés sobre el ojo derecho, por la que sangró hasta el final. En el décimo asalto, la esquina de Kingpetch decidió cambiar la estrategia, buscando aprovechar su altura y mayor alcance de brazos.

La medida tuvo su efecto y el retador conectó golpes de advertencia de respeto, que contestaba el campeón con el coraje que lo caracterizó a lo largo de su extensa campaña profesional, obligando a Kingpetch a entregarse para deleitar a su público en brava reyerta, que disfrutaban los tailandeses con los brazos en alto y arriba del cuadrilátero dos hombres se batían en duelo de trompadas por el monarcado de la división mosca una de las más excitante en la historia del pugilismo por donde han desfilado talentos que no vuelven.

El encuentro fue muy cerrado y disputado arduamente hasta la campana final. Las tarjetas fueron las siguientes: el árbitro Lorenzo Torreoalba vio ganador a Pérez por 145-143; el juez Wong Hiranyalekha, lo vio ganador a Kingpetch por 148-137, al igual que el juez Nat Fleischer, que dio 146-140. Con 34 años de edad y en fallo dividido, Pascualito había perdido el trono y ya no volvería a triunfar en el primer plano mundial.
- Vs. Pone Kingpetch: el 22 de septiembre de 1960 en el Olympic Auditorium de Los Ángeles (California), se disputó la revancha. En esta ocasión Kingpetch se impuso con amplitud, ganando por nocaut en el octavo asalto, el primer nocaut en contra de la carrera de Pérez.[16]

### Peleas posteriores
Luego de perder el título Pascual Pérez continuó boxeando varios años más. Entre 1961 y el 30 de abril de 1963, realizó 28 combates, ganándolos todos, 20 de ellos antes del final. El 30 de abril de 1963 fue derrotado en Manila en fallo dividido por el filipino Leo Zuleta, derrota que marcó el fin de la carrera de Pérez. Desde ese momento peleó cinco encuentros más, perdiendo tres. El penúltimo combate fue contra el entonces aún joven boxeador mexicano y futuro campeón mundial Efren el Alacrán Torres, quien lo noqueó en el tercer asalto. La última pelea de Pascualito, a los 37 años, fue contra el panameño Eugenio Hurtado, quien lo venció por nocaut técnico en el sexto asalto el 15 de marzo de 1964.

### Las doce peleas por el título mundial
| Combates de Pascual Pérez por el título mundial mosca | Combates de Pascual Pérez por el título mundial mosca | Combates de Pascual Pérez por el título mundial mosca | Combates de Pascual Pérez por el título mundial mosca | Combates de Pascual Pérez por el título mundial mosca | Combates de Pascual Pérez por el título mundial mosca | Combates de Pascual Pérez por el título mundial mosca |
|                                                       | P. Pérez                                              | Contrincante                                          | Nacionalidad                                          | Fecha                                                 | Lugar                                                 | Resultado                                             |
| ----------------------------------------------------- | ----------------------------------------------------- | ----------------------------------------------------- | ----------------------------------------------------- | ----------------------------------------------------- | ----------------------------------------------------- | ----------------------------------------------------- |
| 1                                                     | Retador                                               | Yoshio Shirai                                         | Japón                                                 | 26 de noviembre de 1954                               | Estadio Korakuen, Tokio                               | G PTS-DU                                              |
| 2                                                     | Campeón                                               | Yoshio Shirai                                         | Japón                                                 | 30 de mayo de 1955                                    | Estadio Korakuen, Tokio                               | G KO 5.º                                              |
| 3                                                     | Campeón                                               | Leo Espinosa                                          | Filipinas                                             | 11 de enero de 1956                                   | Luna Park, Buenos Aires                               | G PTS-DU                                              |
| 4                                                     | Campeón                                               | Óscar Suárez                                          | Cuba                                                  | 30 de junio de 1956                                   | Montevideo                                            | G KOT 11.º                                            |
| 5                                                     | Campeón                                               | Dai Dower                                             | Reino Unido                                           | 30 de marzo de 1957                                   | Club Atlético San Lorenzo de Almagro, Buenos Aires    | G KO 1.º                                              |
| 6                                                     | Campeón                                               | Young Martin                                          | España                                                | 7 de diciembre de 1957                                | Estadio Alberto J. Armando, Buenos Aires              | G KO 3.º                                              |
| 7                                                     | Campeón                                               | Ramón Arias                                           | Venezuela                                             | 19 de abril de 1958                                   | Nuevo Circo, Caracas                                  | G PTS-DU                                              |
| 8                                                     | Campeón                                               | Dommy Ursua                                           | Filipinas                                             | 15 de diciembre de 1958                               | Rizal Memorial Coliseum, Manila                       | G PTS-DU                                              |
| 9                                                     | Campeón                                               | Kenji Yonekura                                        | Japón                                                 | 10 de agosto de 1959                                  | Metropolitan Gym, Tokio                               | G PTS-DU                                              |
| 10                                                    | Campeón                                               | Sadao Yaoita                                          | Japón                                                 | 5 de noviembre de 1959                                | Ogimachi Pool, Osaka                                  | G KO 13.º                                             |
| 11                                                    | Campeón                                               | Pone Kingpetch                                        | Tailandia                                             | 16 de abril de 1960                                   | Lumpinee Stadium, Bangkok                             | P PTS-DD                                              |
| 12                                                    | Retador                                               | Pone Kingpetch                                        | Tailandia                                             | 22 de septiembre de 1960                              | Olympic Auditorium, Los Ángeles                       | P KOT 8.º                                             |
| Fuente: Box Rec.                                      |                                                       |                                                       |                                                       |                                                       |                                                       |                                                       |

## Luego de su retiro del boxeo

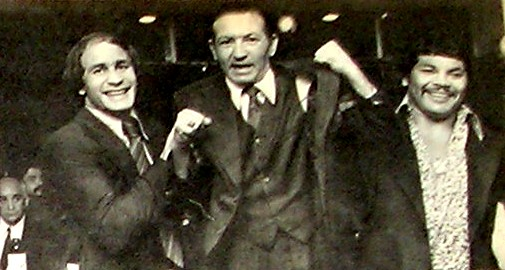
10 de diciembre de 1976: Pascual Pérez, en el Luna Park, levantado por los también campeones mundiales Miguel Ángel Castellini y Víctor Galíndez. Es su última foto pública, poco más de un mes antes de morir.

Ya antes de retirarse, Pérez era consciente del efecto de la derrota y el retiro en la opinión pública. En 1960, luego de perder el título, Pascualito contestó del siguiente modo a una pregunta de un periodista:

Yo soy Pascual Pérez, un recuerdo.

Pérez se había casado mientras era campeón mundial con Herminia Ferch, con quien tuvo dos hijos varones, Pascual y Miguel Ángel. En 1959, sin embargo, sufrió un doloroso divorcio que le desencadenó un proceso de aguda depresión, que incidió decisivamente en las derrotas que lo llevaron a perder el título. En 1970 volvió a casarse con Selva Argentina Céliz con quien vivió hasta su muerte.
Luego de abandonar la práctica del boxeo, Pascual Pérez se encontró sin suficientes ahorros y propiedades, en gran parte por haber sido engañado por sus representantes y debió volver a trabajar como empleado público en el Ministerio del Interior. Algunas crónicas periodísticas han dicho también que debió vender periódicos y lustrar zapatos en la calle Corrientes. Olvidado por los medios de comunicación, las personas que lo trataron en las décadas del 60 y del 70 lo recuerdan como una persona amable y solidaria, guitarrero y afecto a cantar canciones del folclore mendocino. El mundo del boxeo, solía convocarlo a las presentaciones de peleas importantes, en las que subía al ring y era aclamado por la multitud.
El periodista deportivo Enrique Romero, recurrió al siguiente diálogo imaginario para referirse a los últimos años de vida de Pascual Pérez:

-¿Se lustra, señor? ¡Lustre!
-Chau, Pascualito! ¡Chau, campeón!
-¡Papá, papito! ¿Quién es ese señor bajito?
-Es el primer campeón mundial que dio nuestra patria. Es Pascual Pérez...
-¿Y por qué está así, papito?
-La vida, hijo. La vida.

Murió relativamente joven, a los 50 años de edad, el 22 de enero de 1977, a las 14.45 como consecuencia de una insuficiencia hepática-renal, en la Clínica Cormillot; el parte médico anunciando su defunción está firmado por el doctor Alberto Cormillot, conocido médico argentino. Fue velado esa misma noche en el gimnasio del Luna Park que él mismo estrenó en su primer encuentro con Yoshio Shirai. Al día siguiente una multitud concurrió a su entierro en el Cementerio de la Chacarita, debiendo esperar más de nueve horas a que llegara la empresa de pompas fúnebres, que se negó a llevar sus restos hasta que sus familiares y amigos completaran el pago de los 3500 dólares del costo del servicio. Fue enterrado en el Panteón de la Casa del Boxeador. Uno de quienes hablaron ante su tumba fue Delfo Cabrera, su compañero de delegación olímpica en 1948 y también medalla de oro en la maratón, quien dijo entonces:

Fue un muchacho bueno que perdió su última pelea con la vida... Espero que sepas perdonar a aquellos que te engañaron y te traicionaron.

## Reconocimientos y memoria
En 1955 fue premiado con el Premio Olimpia de Oro. En 1977 Pascual Pérez ingresó al primer Salón Internacional de la Fama del Boxeo organizado por la revista Ring. En 1995, el Salón de la Fama de Canastota (IBHOF) hizo lo mismo, donde está incluido junto a Carlos Monzón, Nicolino Locche y Víctor Galíndez, entre los boxeadores argentinos. En 2004, fue declarado campeón sudamericano, de oficio, por la Confederación Sudamericana de Boxeo.
El Palacio del Boxeo de Mendoza, de la Federación Mendocina de Boxeo, reabierto en 2007, lleva el nombre de Estadio Pascual Pérez, en su memoria.
En 1954, Rafael Lauría (letra), el cantante Héctor Mauré (música) y Sergio Gasparini (música) le compusieron un tango titulado «Al gran campeón», grabado con la voz de Héctor Mauré, que también fue boxeador, parte de cuya letra dice:

Pascualito, criollo guapo
sos nuestro primer campeón.
Hoy los pechos argentinos
están llenos de emoción.
Al gran campeón (tango)

El destacado periodista Chon Romero se ha referido a Pascual Pérez del siguiente modo:

Fue boxeador adicto al golpeo de campana a campana, quizás el púgil de más conciencia de que en el boxeo se gana conectando golpes. Su pequeña estatura, (menos de cinco pies), no fue obstáculo, para que sus brazos biónicos y voluntad de acero, lo mantuvieran cuatro años de campeón mosca del mundo, en la mejor época de ésta categoría.
Chon Romero

En 1980, en la primera edición de los Premios Konex, la Fundación Konex le otorgó un Diploma al Mérito como uno de los 5 mejores boxeadores de la historia en la Argentina.
Desde 2018, una calle en la Villa Olímpica de la Juventud en Buenos Aires lleva su nombre.

## Palmarés
A lo largo de su carrera deportiva Pascual Pérez obtuvo 18 torneos, a saber:

### Amateurs
- 1944: Torneo Mendocino de Novicios
- 1944: Campeonato Argentino de Novicios
- 1945: Torneo Abierto de Salta.
- 1946: Campeonato Mendocino de Veteranos
- 1946: Campeonato Argentino de Veteranos
- 1946: Campeonato Latinoamericano (compartido)
- 1947: Campeonato Mendocino de Veteranos
- 1947: Campeonato Argentino de Veteranos
- 1947: Campeonato Latinoamericano (compartido)
- 1948: Campeonato de la Vendimia
- 1948: Campeonato Argentino de Veteranos (Selección Olímpica)
- 1948: Campeón Olímpico en Londres
- 1950: Campeonato Mendocino de Veteranos
- 1950: Campeonato Argentino de Veteranos
- 1950: Campeonato Latinoamericano
- 1950: Torneo de la Buena Vecindad (Lima)

### Profesionales
- 1953: Campeonato Argentino Profesional de peso mosca
- 1954: Campeonato Mundial, único, defendido con éxito en 9 ocasiones hasta 1960.
- 2004: Campeón Sudamericano, declarado de oficio post mortem, por la Confederación Sudamericana de Boxeo.[3]